# Woman's Honor
Pour plus de détails, voir Fiche technique et Distribution.
Woman's Honor est un film muet américain réalisé par Allan Dwan et sorti en 1913.

## Fiche technique
- Réalisation : Allan Dwan
- Date de sortie : 
  - États-Unis : 12 avril 1913

## Distribution
- J. Warren Kerrigan : le Père Bob
- Charlotte Burton : Madge Williams
- Jack Richardson : Benton
- Jessalyn Van Trump : Jessalyn
- James Harrison : Billy Wayne
- George Periolat : le père de Jessalyn